# Luís Blanco Patus
Luís Blanco Patus (3 de abril de 1970) es un músico independiente de Barcelona que ha desarrollado su carrera en el entorno underground, llegando a acompañar como cantante solista a artistas de la talla de Ian Paice, batería original de Deep Purple, y Vinny Appice, batería de Dio y Black Sabbath. 

## Biografía
Aunque se inició desde muy joven en la denominada cultura underground de los años 80, su extenso catálogo musical se caracteriza por constantes incursiones en corrientes estilísticas lejanas a su género inicial, como son la ópera, el jazz, el soul, el rock progresivo, el rock andaluz o la fusión jazz rock.
En 1988 firma su primer contrato profesional con la discográfica Bruixola con el grupo “Ultimatum Rock”.
Desde entonces ha formado parte de varios grupos como Ouija, Luís Blanco Soul Band, Free To Dream, Carte de Jazz, Ludovico Monk, Hijos del Agobio o Perfect Strangers.
Destaca su participación como cantante del grupo “Perfect Strangers” desde 1998, homenaje a Deep Purple y con el que ha realizado numerosas giras desde el año 1999 que le han llevado por toda Europa. En abril de 2016, dentro del marco del festival de Rock organizado por el Eboardmuseum, contaron con la colaboración de Ian Paice, batería original de Deep Purple, registrando un DVD del concierto.
Desde 1998 compagina las actuaciones con la dirección de los Centros Educativos Jam Session en Barcelona, (Escola Superior de Música Jam Session y Escola de Música Jam Session)  donde se imparte la primera titulación universitaria oficial en España en el ámbito del Rock, Músicas Urbanas y Tendencias, aprobada por la AQU (Agència de Qualificació Universitària).
En 2004 crea el sello discográfico Jam Session Records, que absorbe el catálogo de NB Music Productions y en el que desempeña el papel de productor musical.
A nivel discográfico ha vendido miles de discos desde Estados Unidos a Japón, cruzando por toda Europa compartiendo escenario con artistas de la talla de Motorhead o Saxon, y ha realizado giras y grabado registros en diversos países como Austria, Alemania, Finlandia, Andorra, Inglaterra, Suiza, Croacia, Eslovenia, Letonia, Francia, Italia, Portugal, Noruega, Holanda, Canadá, E.E.U.U. e incluso Cuba, llevando a cabo la primera gira de Rock por toda la isla. Su diverso catálogo discográfico con infinidad de formaciones ha sido reeditado y digitalizado recientemente, y se encuentra ya disponible en todo el planeta.
Destaca también su faceta de escritor y ha publicado libros de ensayo e investigación, entre sus trabajos más destacados se encuentra: ¿Llegaré a esa nota? Técnica Vocal de los Grandes del Hard Rock, de la Editorial Lenoir, en el que participan junto a él cantantes de la talla de Ian Gillan, Glenn Hughes, Graham Bonnet, Joe Lynn Turner, Doogie White, Kevin DuBrow, James LaBrie, Don Dokken y Miguel Ríos, consiguiendo éxito de crítica y público. En 2017 se publicaron en internet las colaboraciones de los cantantes que no aparecen en el libro pero sí participaron en el estudio, como Jeff Scot Soto, Jorn Lande, Phil Mogg, Gary Barden o Eric Martin.
El trabajo de estudio "Rocktámbulo", grabado en formato analógico y editado en vinilo, fue considerado "Mejor álbum de Rock Progresivo 2011", llevándolo de gira desde el Báltico hasta las Antillas.
En la actualidad lidera su propia banda Luis Blanco & The Black Angels, siendo una figura habitual en los clubs y festivales de motoristas.
Su disco "Distopía de Una Pandemia" fue nombrado segundo mejor álbum nacional de rock por el redactor Jon Ribas Delgado en el portal rafabasa.com y se presentó como representante español en el Fontaine Rock Festival 2022 de Letonia.

### Influencias
Aunque la mayor parte de su carrera ha transitado en el mundo del rock, también ha realizado trabajos, tanto de estudio como en directo, basados en otros estilos como el jazz, el soul, el rock progresivo e incluso la ópera (bajo el pseudónimo de Ludovico Monk).

### Libros publicados
- ¿Llegaré a esa nota? Técnica vocal de los grandes del Hard-Rock, editorial Lenoir (2006). Libro en el que se analiza la técnica vocal a partir de las entrevistas realizadas a primeras figuras del Rock internacional, en ellas se tratan temas como los cambios morfológicos del órgano vocal a lo largo de una vida dedicada al Rock, la experiencia de las grabaciones, el mantenimiento de la voz en las giras, los secretos de su técnica y la evolución de este arte en manos de la industria discográfica actual. Entre los cantantes entrevistados destacan Ian Gillan, Glenn Hughes, Graham Bonnet, Joe Lynn Turner, Doogie White, Kevin DuBrow, James LaBrie, Don Dokken y Miguel Ríos.
- Deep Purple. Made in Japan: El directo que cambió la historia del rock, Quarentena Ediciones (2014). Capítulo 16: "Ian Gillan, La Voz de Plata en Made in Japan", escrito por Luís Blanco Patus, analiza el impacto social que él tuvo el disco en España. El libro escrito y coordinado por Carlos Fernández muestra el antes, el durante y el después de la grabación de Made in Japan (primera gira de Deep Purple en Japón, realizada en agosto de 1972). También explica cómo funcionaba el negocio musical de los directos en aquella época y el entorno de los músicos.
- La Ciudad Secreta del Rock, editorial Lenoir (2017). Este libro muestra cómo una ciudad ex-soviética perdida en el báltico resucitó gracias a la música en vivo, considerándose hoy punto neurálgico de la creatividad musical independiente.

## Discografía
- 1988 Ultimátum Rock: Rock & Trini Festival 1988. Disco oficial (reedición). Depósito Legal : DL B 15295-2017
- 1989 Ultimatum Rock: Live in France 1989 - Disco oficial (reedición). Depósito Legal : DL B 15296-2017

- 1995-1999 Luís Blanco Soul Band - Disco oficial. Edición especial en Casete. Depósito Legal: B-96-98-99.

- 2000 Jam Session Artistas Vol. I - Disco oficial (recopilatorio). Depósito Legal: B-13.100-2000.

- 1999 Perfect Strangers: Purple Party - Disco oficial. Depósito Legal: B-39241-98.

- 2000 Perfect Strangers: Volume 10 Live in Europe - Disco oficial. Depósito Legal: B-5393-2000.

- 2002 Perfect Strangers: Styrian Bikeweek - Vídeo oficial. Depósito Legal: 0664/2413258.

- 2002 Free To Dream Project : Mastered in Digitrack Studios 2002 - Disco no oficial.

- 2002 Luís Blanco Soul Band: Live at The Jam Session - Disco oficial. Depósito Legal: B-26523.

- 2003 Free To Dream: The Blizzard Sessions - Disco no oficial.

- 2005 Free To Dream: La Mujer Invisible - Disco oficial. Depósito Legal: B-46454-2004.

- 2006 Free To Dream: Live in Barcelona - DVD oficial (formato PAL). Edición especial para Europa. Depósito Legal: B-22352-2006.

- 2006 Free To Dream: Live in Barcelona - DVD Oficial (formato NTSC). Edición especial para Japón y América. Depósito Legal: B-22352-2006.
- 2007 Perfect Strangers: Live in Klagenfurt - Disco no oficial.

- 2008 Perfect Strangers: Promo Video 2008 - DVD oficial •	Sello: Eine Best Media  •	Producto nº: A 1017.1ª edición 2008.

- 2009 La Punyalada:[12] Ópera rock catalana basada en la novela homónima de Marià Vayreda - CD oficial. 1ª edición 2009. Depósito Legal : B-13954/2009.

- 2009 Ludovico Monk: El Viaje Secreto - CD oficial. 1ª Edición 2009. Depósito Legal: B-27346-2009.

- 2010 Perfect Strangers: Someone Missed the Train. •	Depósito Legal: B-22790-2010.

- 2011  Free To Dream: Rocktambulo - Álbum oficial en vinilo. Depósito Legal: B-20310-2011.
- 2016 Ian Paice & Perfect Strangers: DVD registrado en directo en el Eboardmuseum de Austria el 15 de abril de 2016 por Zanelli Video Productions.
- 2017 Carte de Jazz: March in Oslo, The Complete Recordings - Ref. JSS 18.
- 2017 Carte de Jazz: Amsterdam, The Complete Sessions - Ref. JSS 19.
- 2017 Free To Dream: Rocktámbulo Tour (Live in Latvia) - Ref. JSS 20.
- 2017 Ultimatum Rock: 30 Noches de Abril - Álbum 30 Aniversario - Ref. JSS 21.
- 2019 Luis Blanco & The Black Angels - Rehearsals Vol. I - Ref. JSS 27 - Depósito Legal B-13913-2019
- 2020 Ludovico Monk - Cartas Secretas - Ref. JSS 28 - Depósito Legal 16070-2019
- 2021 Hijos del Agobio - "The London Sessions" - Ref. JSS 30 - Depósito Legal 484-2021
- 2022 Luis Blanco & The Black Angels - El Último Concierto - Distopía de Una Pandemia - Ref. JSS 32 - Depósito Legal B 7489-2022

## Colaboraciones
Durante sus 30 años de carrera ha colaborado con multitud de artistas como:
- Ian Paice, batería de Deep Purple.

- Vinny Appice, batería de Dio y Black Sabbath.

- David Fiuczynski, guitarrista y líder de Screaming Headless Torsos.

- Peter Mayr, teclista de Opus.

- David Biosca, batería de Banzai.
- Guthrie Govan, guitarrista de Asia y The Aristocrats.
- Michael Lauren, baterista de Chuck Berry y Tom Jones.

## Premios y nominaciones
| Año  | Trabajo nominado | Premio                                                   | Categoría                         | Resultado |
| ---- | ---------------- | -------------------------------------------------------- | --------------------------------- | --------- |
| 2011 | Rocktambulo      | Mejor Disco Progresivo en español distribuidora DiscMedi | Mejor Disco Progresivo en español | Ganador   |